# عاصفة رملية

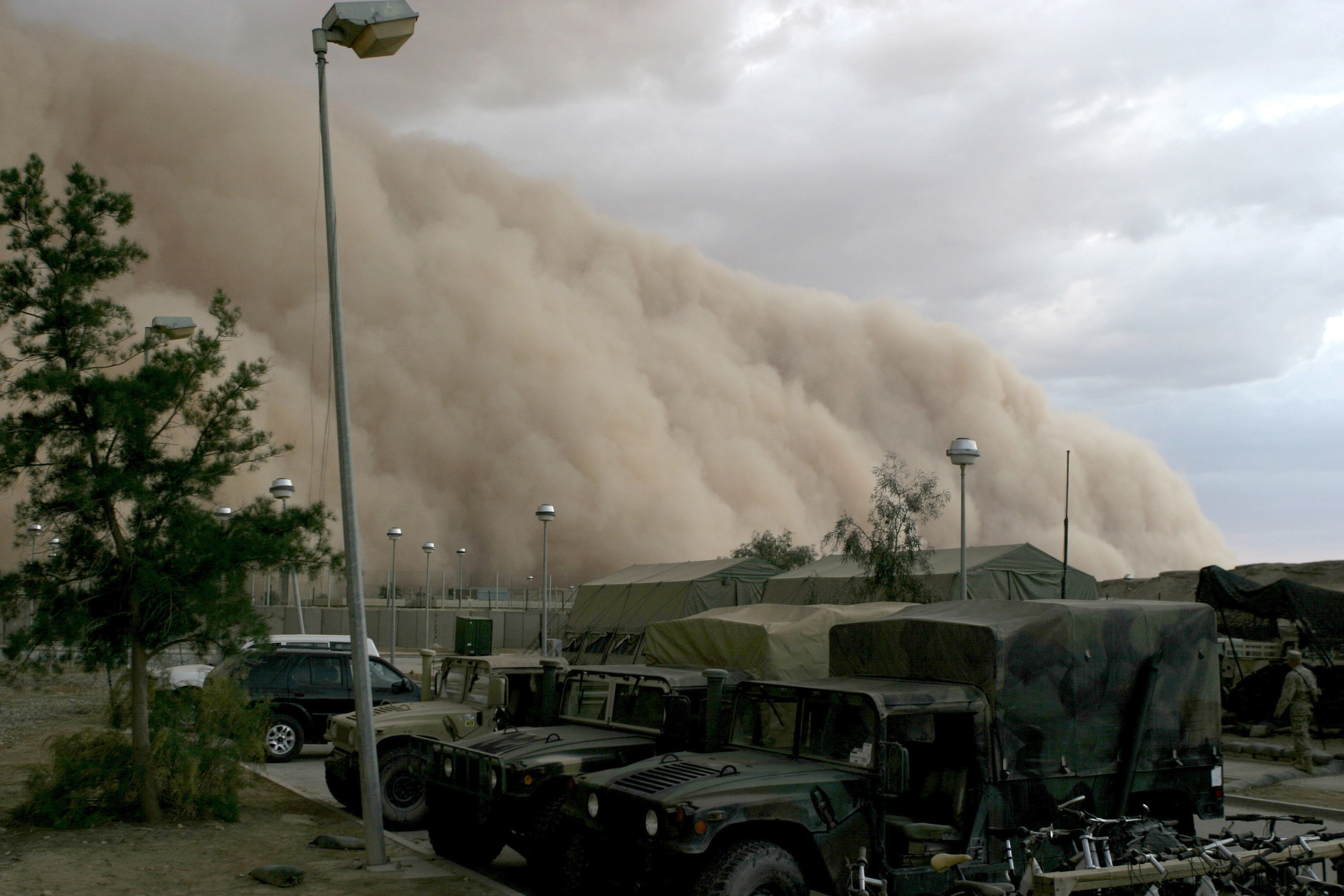
عاصفة رملية في العراق

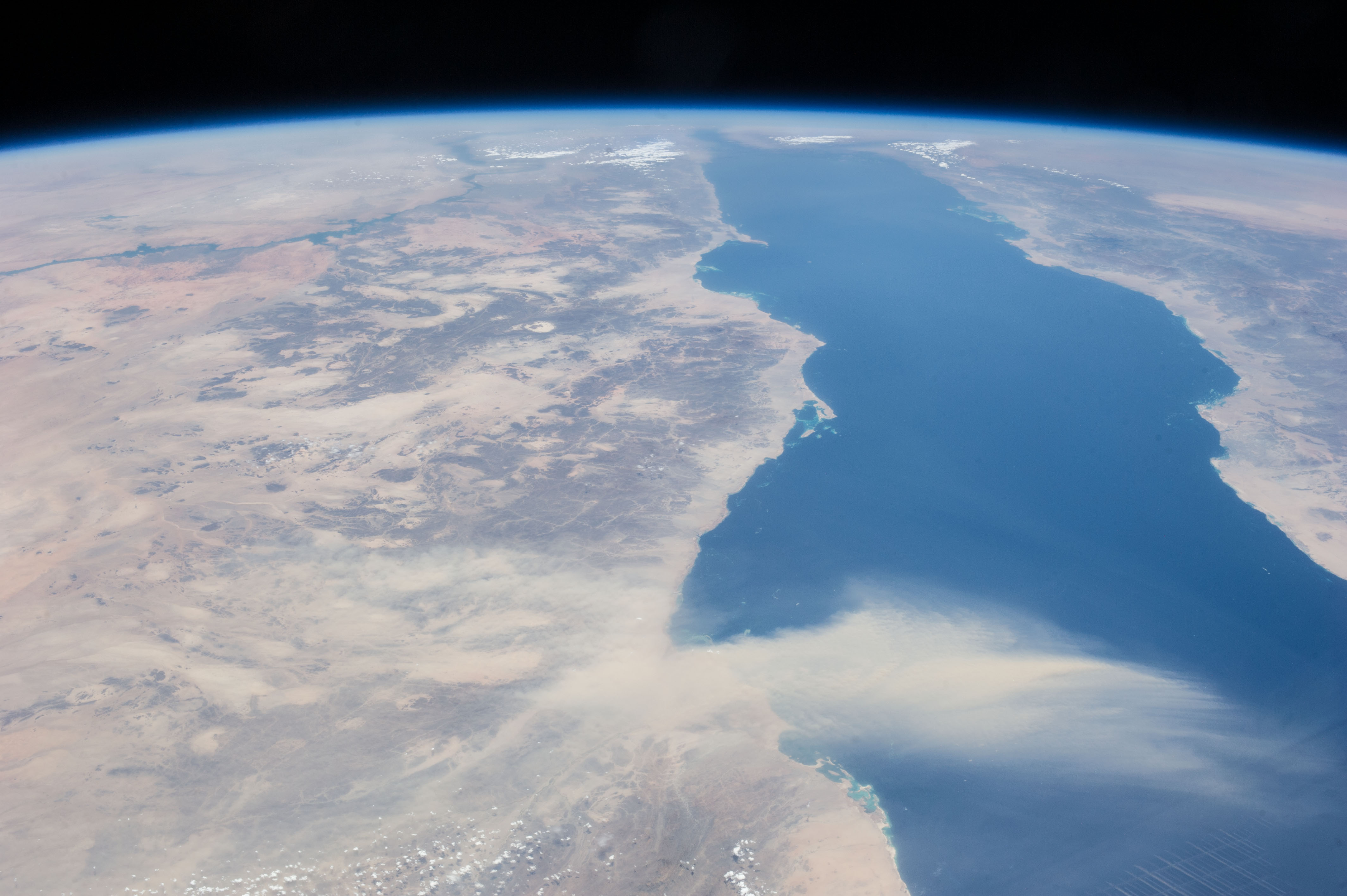

العاصفة الرملية أو العاصفة الترابية أو العجاج عاصفة تحمل فيها الرياح كميات من الرمل في الهواء. وتشكل الرمال المحمولة في الرياح سحابة فوق سطح الأرض، ولا ترتفع معظم الرمال إلى أعلى من 50 سم، ولكن بعض حبات الرمل تصعد إلى ارتفاع مترين. ويتراوح متوسط قطر الحبات التي تحملها الرياح ما بين 0,15 و 0,30ملم. وخلال العواصف الرملية تصل سرعة الرياح إلى 16كم في الساعة وأكثر، كما يستمر هبوب العواصف من ثلاث ساعات إلى خمس ساعات.
تكثر العواصف الرملية في دول الخليج خاصة في شرق ووسط السعودية، وشمال أفريقيا في أنحاء الصحراء الكبرى.

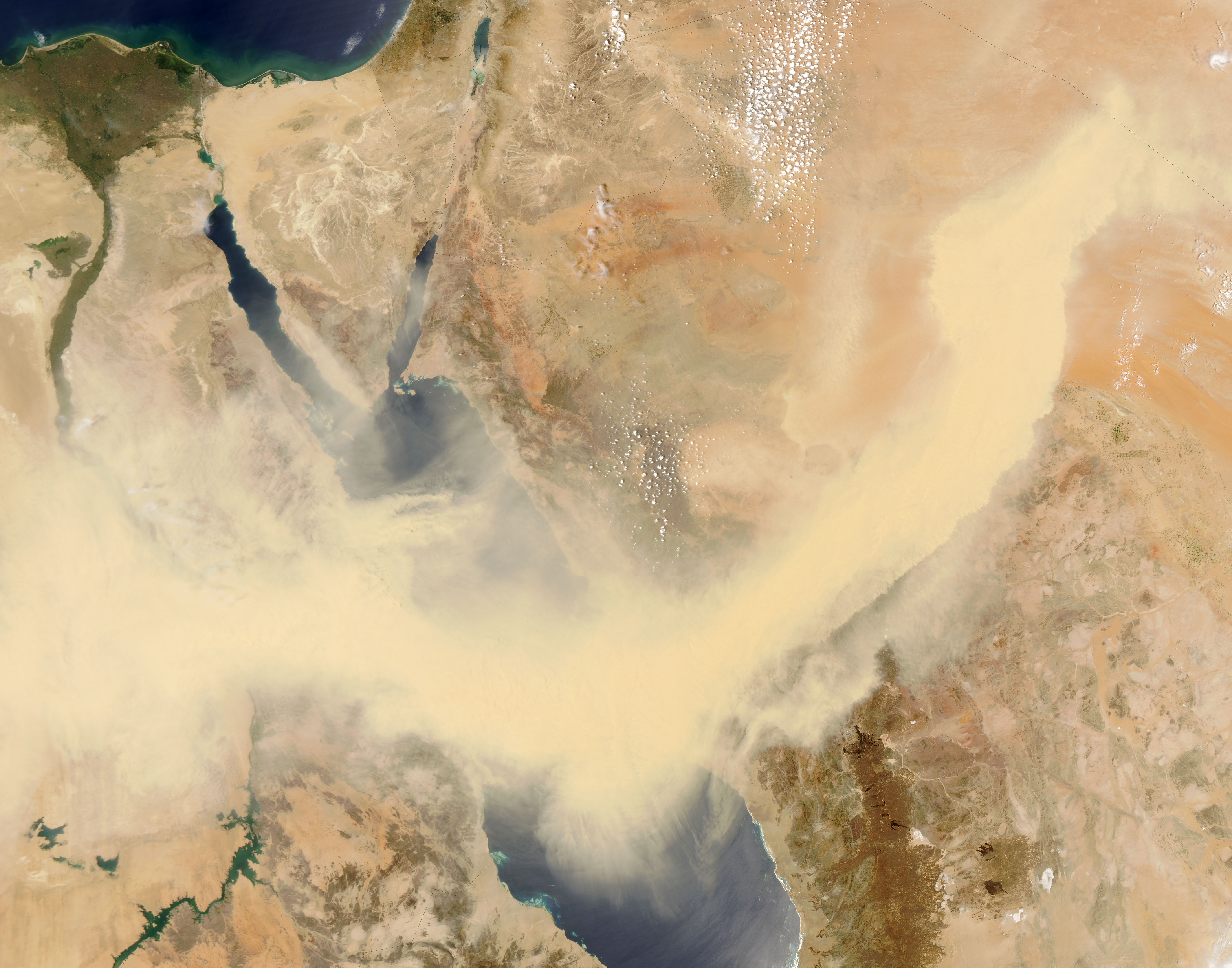
عاصفة رملية تعبر البحر الأحمر بين مصر والسعودية بتاريخ 13 أيار (مايو) 2005

## العاصفة الرملية

رسم متحرك يظهر الحركة العالمية للغبار من عاصفة ترابية آسيوية.

مع ازدياد قوة الرياح التي تمر عبر الجزيئات غير المحبوكة بشكل غير محكم، تبدأ جزيئات الرمل أولاً في الاهتزاز، ثم تتحرك عبر السطح في عملية تسمى الملوحة . عندما تضرب الأرض مرارًا وتكرارًا، فإنها تفكك وتكسر جزيئات الغبار الأصغر التي تبدأ بعد ذلك في التحرك في وضع التعليق. عندما تكون سرعات الرياح أعلى من تلك التي تتسبب في توقف أصغرها، سيكون هناك مجموعة من حبيبات الغبار تتحرك بواسطة مجموعة من الآليات:التعليق والملح والزحف 
وجدت دراسة من عام 2008 أن الملوحة الأولية لجزيئات الرمل تحفز مجالًا كهربائيًا ثابتًا عن طريق الاحتكاك. يكتسب الرمل المملح شحنة سالبة بالنسبة إلى الأرض مما يؤدي بدوره إلى تفكيك المزيد من جزيئات الرمل التي تبدأ بعد ذلك بالملوحة. تم العثور على هذه العملية لمضاعفة عدد الجسيمات التي تنبأت بها النظريات السابقة.
تصبح الجزيئات غير محكمة الإمساك بشكل أساسي بسبب الجفاف المطول أو الظروف القاحلة، وسرعة الرياح العالية. قد تنتج جبهات العواصف عن تدفق الهواء المبرد بالمطر من عاصفة رعدية شديدة. أو، قد تنتج هبوب الرياح من جبهة باردة جافة، أي جبهة باردة تتحرك إلى كتلة هواء جافة ولا تنتج أي هطول - وهو نوع العاصفة الترابية التي كانت شائعة خلال سنوات الغبار في الولايات المتحدة. بعد مرور جبهة باردة جافة، يمكن أن يؤدي عدم استقرار الحمل الحراري الناتج عن ركوب الهواء البارد فوق الأرض الساخنة إلى الحفاظ على العاصفة الترابية التي بدأت في المقدمة.
في المناطق الصحراوية، تحدث العواصف الترابية والرملية بشكل شائع إما بسبب تدفقات العواصف الرعدية أو تدرجات الضغط القوية التي تسبب زيادة في سرعة الرياح على مساحة واسعة. يتم تحديد المدى الرأسي للغبار أو الرمل المرتفع إلى حد كبير من خلال استقرار الغلاف الجوي فوق الأرض وكذلك من خلال وزن الجسيمات. في بعض الحالات، قد يقتصر الغبار والرمل على طبقة ضحلة نسبيًا عن طريق انعكاس درجة الحرارة المنخفضة . في حالات أخرى، قد يتم رفع الغبار (وليس الرمال) حتى ارتفاع 20000 قدم (6100 متر).
الجفاف والرياح تساهم في ظهور العواصف الترابية، كما يفعل عمال الزراعة والرعي الممارسات من خلال تعريض الغبار والرمال للريح.
إحدى الممارسات الزراعية السيئة التي تساهم في حدوث العواصف الترابية هي زراعة الأراضي الجافة . تقنيات الزراعة السيئة بشكل خاص في الأراضي الجافة هي الحراثة المكثفة أو عدم وجود محاصيل ثابتة أو محاصيل مغطاة عندما تضرب العواصف في أوقات معرضة بشكل خاص قبل إعادة الغطاء النباتي . في المناخ شبه الجاف، تزيد هذه الممارسات قابلية التعرض للعواصف الترابية. ومع ذلك، يمكن تنفيذ ممارسات الحفاظ على التربة للسيطرة على تآكل الرياح.

## التأثيرات الفيزيائية والبيئية

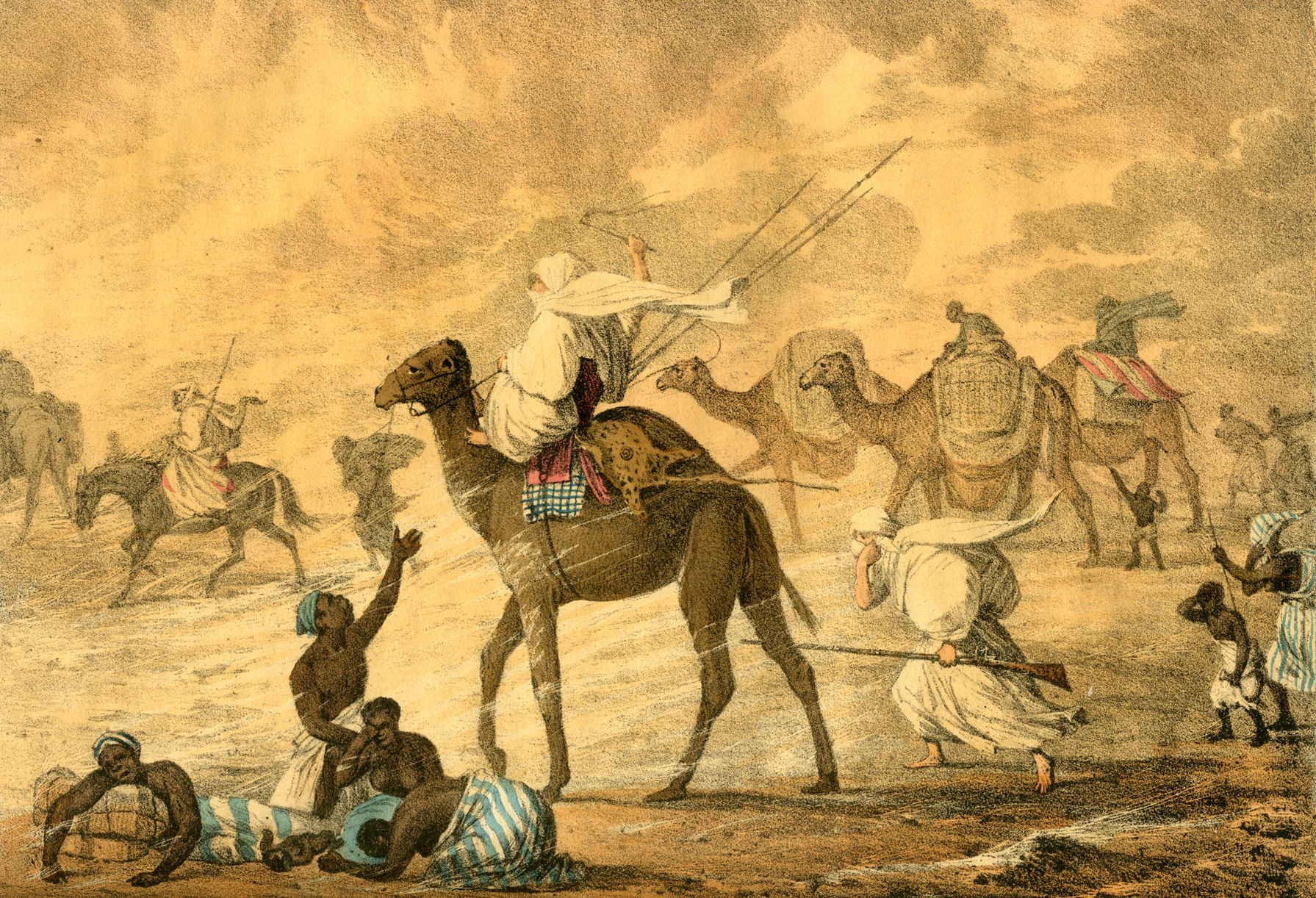
عاصفة ترابية في الصحراء رسمها جورج فرانسيس ليون.

يمكن للعاصفة الرملية أن تنقل وتحمل كميات كبيرة من الرمال بشكل غير متوقع. يمكن أن تحمل العواصف الترابية كميات كبيرة من الغبار، وتتكون الحافة الأمامية من جدار كثيف من الغبار يصل ارتفاعه إلى 1.6 كم (0.99 ميل). تُعرف العواصف الترابية والرملية التي تأتي من الصحراء الكبرى محليًا باسم السموم أو سيمون (سموم، سومون). وهبوب (həbūb) هوعاصفة رملية سائدة في منطقة السودان حول الخرطوم، مع حدوث يكون شائعًا أكثر في فصل الصيف.
و الصحراء مصدر رئيسي لعواصف الغبار، ولا سيما منخفض بوديلي  ومنطقة تغطي التقاء موريتانيا، مالي، والجزائر .  غالبًا ما ينبعث غبار الصحراء في الغلاف الجوي للبحر الأبيض المتوسط وتنقله الرياح أحيانًا إلى الشمال حتى وسط أوروبا وبريطانيا العظمى.
وزادت العواصف الترابية الصحراوية حوالي 10 أضعاف خلال نصف القرن منذ 1950s، مما تسبب في خسارة التربة السطحية في النيجر، تشاد، شمال نيجيريا، وبوركينا فاسو. في موريتانيا كانت هناك عاصفتان ترابيتان فقط في السنة في أوائل الستينيات، ولكن هناك حوالي 80 عاصفة في السنة اليوم، وفقًا لأندرو جودي، أستاذ الجغرافيا في جامعة أكسفورد. كانت مستويات الغبار الصحراوي القادم من الساحل الشرقي لأفريقيا في يونيو 2007 خمسة أضعاف تلك التي لوحظت في يونيو 2006 ، وكانت أعلى مستويات لوحظت منذ 1999 على الأقل، والتي ربما تكون قد بردت مياه المحيط الأطلسي بما يكفي لتقليل نشاط الأعاصير بشكل طفيف في أواخر عام 2007.

غطت سيدني الغبار خلال العاصفة الترابية الأسترالية عام 2009.

ثبت أيضًا أن العواصف الترابية تزيد من انتشار الأمراض في جميع أنحاء العالم. يتم نفخ أبواغ الفيروسات الموجودة في الأرض في الغلاف الجوي بواسطة العواصف بجزيئات دقيقة وتتفاعل مع تلوث الهواء في المناطق الحضرية.
الآثار قصيرة الأجل من التعرض لغبار الصحراء وتشمل زيادة فورية الأعراض وتدهور وظائف الرئة في الأشخاص الذين يعانون من الربو،  زيادة وفيات ومراضة من الغبار نقلها فترة طويلة من كلا الصحراء  و الغبار الآسيوية العواصف  يقترح أن جزيئات العاصفة الترابية طويلة المدى تؤثر سلبًا على الدورة الدموية. ينتج الالتهاب الرئوي الغبار عن استنشاق كميات كبيرة من الغبار.
كما أن التعرض المطول وغير المحمي للجهاز التنفسي في عاصفة ترابية يمكن أن يتسبب أيضًا في الإصابة بالسحار السيليسي،  والذي، إذا ترك دون علاج، سيؤدي إلى الاختناق ؛ السحار السيليسي حالة غير قابلة للشفاء قد تؤدي أيضًا إلى سرطان الرئة . هناك أيضًا خطر الإصابة بالتهاب القرنية والملتحمة الجاف ("جفاف العيون") والذي يمكن أن يؤدي إلى العمى في الحالات الشديدة دون علاج فوري ومناسب.

### الأثر الإقتصادي
تتسبب العواصف الترابية في فقدان التربة من الأراضي الجافة، والأسوأ من ذلك، أنها تزيل بشكل تفضيلي المواد العضوية والجزيئات الأخف وزناً الغنية بالمغذيات، مما يقلل من الإنتاجية الزراعية. كما أن التأثير الكاشطة للعاصفة يضر بنباتات المحاصيل الصغيرة. كما قللت العواصف الترابية من الرؤية التي أثرت على الطائرات والنقل البري. بالإضافة إلى العواصف الترابية تخلق أيضًا مشاكل بسبب مضاعفات تنفس الغبار.
يمكن أن يكون للغبار أيضًا آثار مفيدة حيث تترسب: تحصل الغابات المطيرة في أمريكا الوسطى والجنوبية على معظم العناصر الغذائية المعدنية من الصحراء ؛ مناطق المحيطات الفقيرة بالحديد تحصل على الحديد ؛ والغبار في هاواي يزيد من نمو الموز . في شمال الصين وكذلك في وسط غرب الولايات المتحدة، تعتبر رواسب العواصف الترابية القديمة المعروفة باسم اللوس تربة عالية الخصوبة، ولكنها أيضًا مصدر مهم للعواصف الترابية المعاصرة عندما يتم إزعاج الغطاء النباتي الذي يؤمن التربة.
أفاد باحثون من جامعة Hacettepe أن التربة الصحراوية قد تحتوي على الحديد المتاح بيولوجيًا وأيضًا بعض العناصر الغذائية الكبيرة والصغرى الأساسية المناسبة للاستخدام كسماد لزراعة القمح. لقد ثبت أن التربة الصحراوية قد تمتلك القدرة على إنتاج الحديد المتاح بيولوجيًا عند إضاءتها بالضوء المرئي، كما أنها تحتوي على بعض العناصر الغذائية الأساسية والصغرى. في هذه الدراسة تم دراسة تأثير وسائط النمو المختلفة على نمو بعض أصناف قمح الخبز (Triticum aestivum L.) والقمح الصلب (Triticum durum L.). كأربعة وسائط مغذية مختلفة، تم استخدام محلول هيويت المغذي ومحاليل تربة الصحراء الصحراوية المضيئة وغير المضيئة والماء المقطر. طول النبتة (سم شتلة -1) ، مساحة الورقة (سم 2 شتلة -1) وأصباغ التمثيل الضوئي الكلوروفيل أ، تم تحديد الكلوروفيل ب والكاروتينات، ملجم مل -1 جم بالوزن الطازج (وزن الجسم) -1. تشير نتائج هذه الدراسة إلى أن أصناف القمح التي تم تغذيتها بمحلول تربة الصحراء المشع أعطت نتائج مماثلة لمحلول هيويت المغذي.

## العواصف الترابية خارج كوكب الأرض
لا تقتصر العواصف الترابية على الأرض ، ومن المعروف أنها تتشكل على كواكب أخرى مثل المريخ . يمكن أن تمتد هذه العواصف الترابية على مساحات أكبر من تلك الموجودة على الأرض ، وأحيانًا تطوق الكوكب ، مع سرعة رياح تصل إلى 60 ميلًا في الساعة (97 كم / ساعة). ومع ذلك ، نظرًا لانخفاض الضغط الجوي للمريخ (حوالي 1 ٪ من ضغط الأرض) ، فإن شدة عواصف المريخ لا يمكن أن تصل أبدًا إلى نوع رياح قوة الإعصار التي تحدث على الأرض. تتشكل العواصف الترابية المريخية عندما تسخن الحرارة الشمسية الغلاف الجوي للمريخ وتتسبب في تحرك الهواء ، ورفع الغبار عن الأرض. تزداد فرصة حدوث العواصف عندما تكون هناك اختلافات كبيرة في درجات الحرارة مثل تلك التي شوهدت عند خط الاستواء خلال صيف المريخ.

## صور

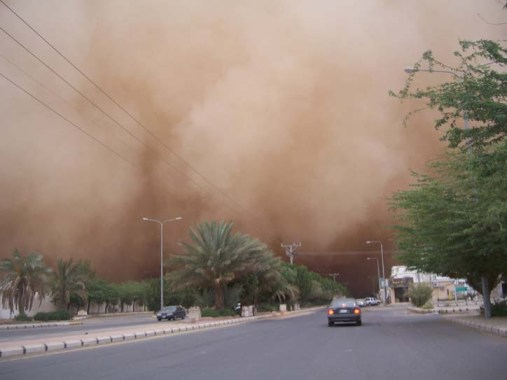
تعاني حفر الباطن من ظاهرة العواصف الرملية.
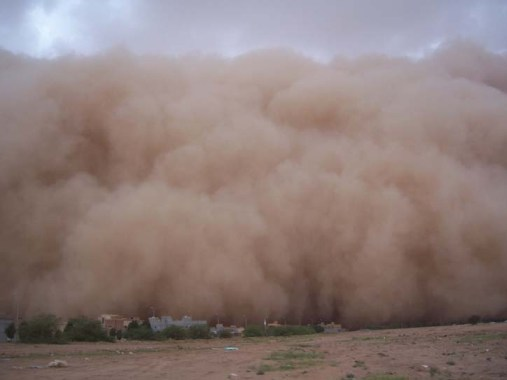
عاصفة رملية خلال فصل الصيف بحفر الباطن.
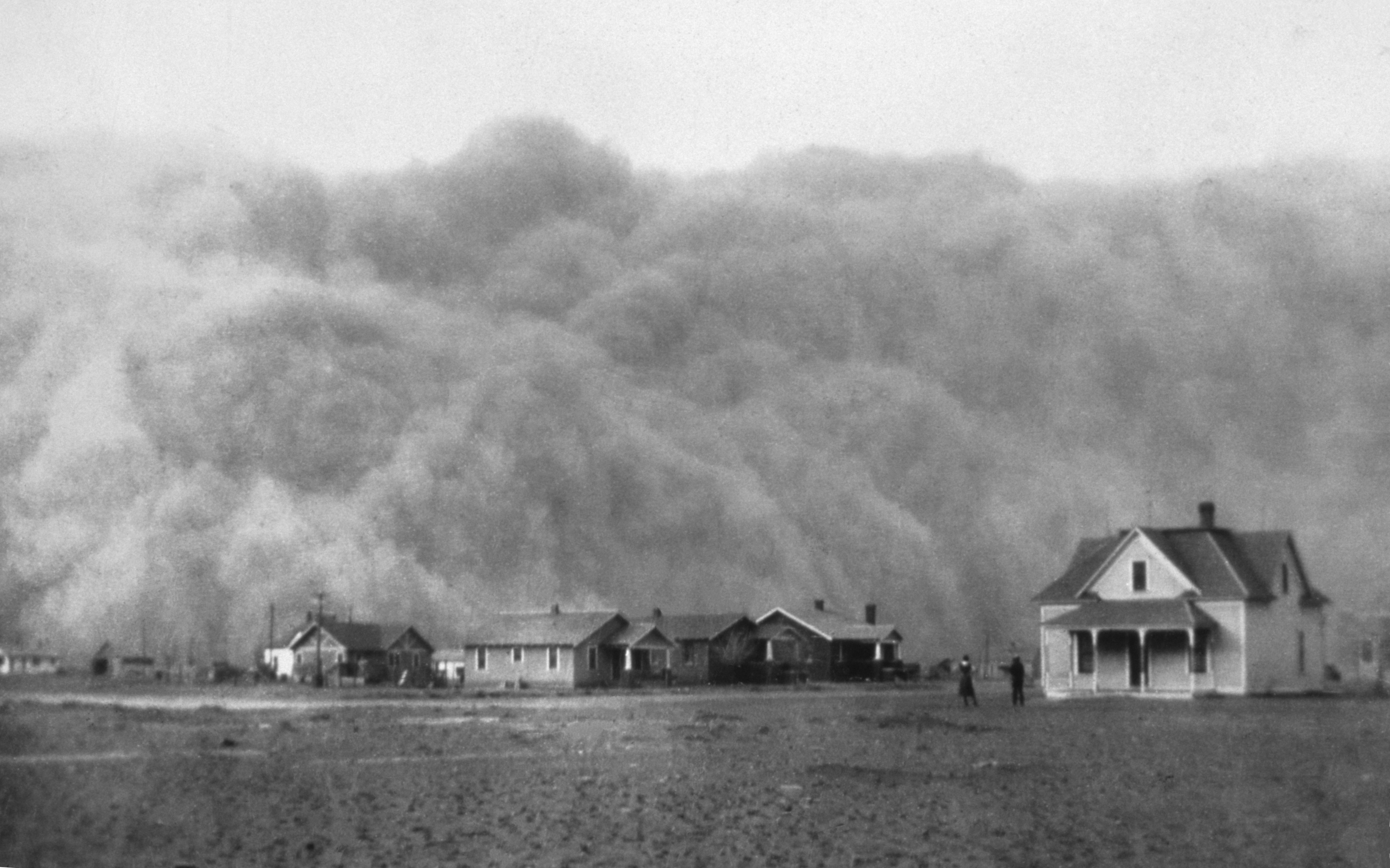
عاصفة رملية في تكساس سنة 1935
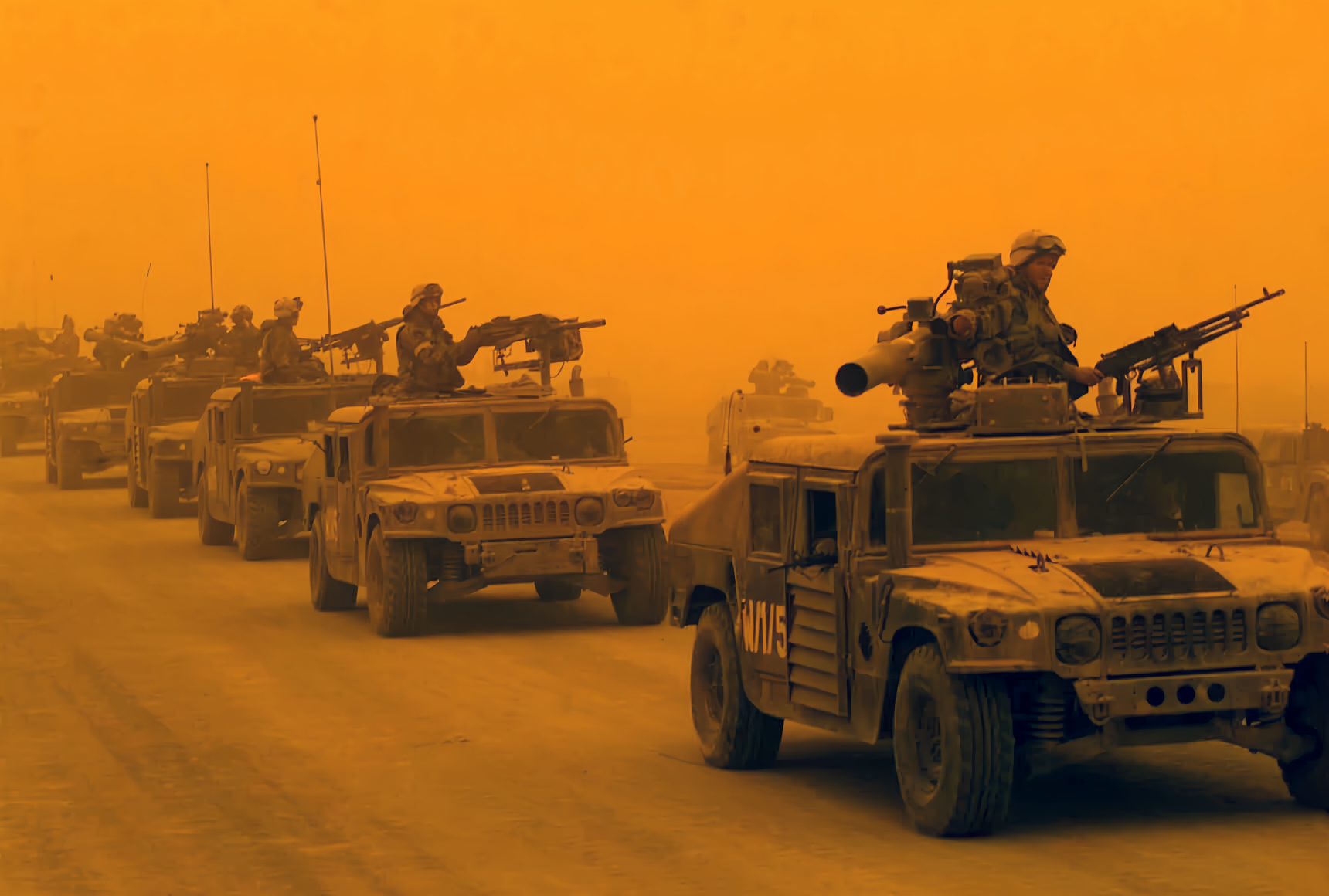
الجيش الأمريكي عانى من العواصف الرملية خلال غزو العراق في شهر مارس 2013م.
عاصفة رملية هبت على جسر ميناء سيدني سنة 2009م.